# Engelbert Reismann
Engelbert Reismann (* 4. Juni 1809 in Drensteinfurt; † 29. Februar 1872 in Vechta) war ein deutscher katholischer Priester und von 1853 bis 1872 Bischöflicher Offizial des oldenburgischen Teils der Diözese Münster mit Dienstsitz in Vechta.

## Leben
Reismann, der ursprünglich aus Westfalen stammte, besuchte das Gymnasium Paulinum in Münster. Den Schulbesuch schloss er 1829 mit dem Abitur ab. Anschließend studierte er Theologie an der dortigen Akademie und wurde am 21. September 1833 zum Priester geweiht. Danach war er als Kuratgeistlicher und Professor am Progymnasium in Kempen tätig, wo er sich auch als Kanzelredner einen Namen machte. 1848 wurde er Pfarrer und Schulpfleger in Kempen.

### Als Bischöflicher Offizial im Oldenburger Münsterland
Die Stelle des Bischöflichen Offizials im Oldenburger Münsterland war seit dem erzwungenen Amtsverzicht Franz Joseph Herolds im Jahre 1846 wegen der Auseinandersetzungen zwischen dem Bischof von Münster und der oldenburgischen Regierung über die Stellung und die Rechte der Katholischen Kirche zunächst nicht wieder besetzt worden. Als es Ende 1852 schließlich doch zu einer Einigung kam, wurde Reismann für die Position vorgesehen. Am 21. Oktober 1853 wurde er offiziell zum Bischöflichen Offizial in Vechta ernannt und vier Tage später in sein Amt eingeführt.
Im Unterschied zu Herold, der die Selbständigkeit des Offizialats gegenüber dem Bistum Münster betont hatte, war Reismann am Einvernehmen mit dem Bischof interessiert und geriet darüber zunehmend in Konflikt mit der oldenburgischen Regierung. In der Absicht, die Rechte der katholischen Kirche in Oldenburg auszudehnen und zu sichern, weigerte er sich, kirchliche Anordnungen und Verfügungen den staatlichen Behörden zur Kenntnisnahme vorzulegen, und bestand auf dem Recht, geistliche Stellen ohne staatliche Mitwirkung zu besetzen. In diesen Punkten verhärteten sich die Fronten gegenüber der Regierung derart, dass etwa vakante Pfarrstellen nicht mehr definitiv besetzt, sondern nur provisorisch von Administratoren verwaltet wurden, für deren Einsetzung keine staatliche Zustimmung notwendig war. Erst im Herbst 1871 konnten die Konflikte unter dem neuen Bischof Johannes Bernhard Brinkmann beigelegt werden, da er den Forderungen des Staates weit entgegenkam.
Trotz dieser Auseinandersetzungen konnten in der Amtszeit Reismanns einige wichtige Neuerungen im gegenseitigen Einvernehmen eingeführt werden. 1855 wurde, quasi als Pendant zum Evangelischen Oberschulkollegium in Oldenburg, ein Katholisches Oberschulkollegium in Vechta geschaffen, dessen Vorsitzender der jeweilige Offizial war und das nach dem Revidierten Staatsgrundgesetz die größeren Freiheiten und Rechte voll ausnutzte. Reismann setzte sich auch für die Gründung der Liebfrauenschule Vechta ein, die 1859 als erste höhere Mädchenschule in Südoldenburg eingerichtet wurde. Zwei Jahre später folgte die feierliche Eröffnung des Katholischen Lehrerseminars in Vechta, welches parallel zum Evangelischen Lehrerseminar in Oldenburg die Normalschule als Form der katholischen Lehrerbildung in Südoldenburg ablöste. In die Zeit des Kulturkampfes fielen dann noch die Verlegung des Lehrerinnenseminars von Coesfeld nach Vechta bzw. Cloppenburg, sodass die Ausbildung von Lehrerinnen an dem Standort hinzukam.
Reismann behielt sein Amt bis zu seinem Tod. Anschließend wurde Theodor Niehaus sein Nachfolger.

### Ehrungen
1854 wurde Reismann zum Ehrenkapitular des Münsterschen Domkapitels ernannt. 1867 erhielt er den Titel eines Geheimen Oberkirchenrats und erhielt die Ernennung zum Capitular-Ritter I. Klasse.